# Associazione Calcio Reggiana 1971-1972
Questa voce raccoglie le informazioni riguardanti l'Associazione Calcio Reggiana nelle competizioni ufficiali della stagione 1971-1972.

## La stagione
Nella stagione 1971-1972 la Reggiana disputa il campionato di Serie B, con 45 punti in classifica si piazza in quinta posizione, salgono in Serie A la Ternana con 50 punti, la Lazio con 49 punti ed il Palermo con 48 punti. Retrocedono il Livorno con 26 punti, il Sorrento con 25 punti ed il Modena con 22 punti.
Con la promozione in B arriva anche il centravanti che mancava da alcune stagioni. Si tratta di Flaviano Zandoli prelevato dal Padova, realizza 12 reti, 11 in campionato ed una in Coppa Italia. Il terzino Sergio Zuccheri viene acquistato dal Catanzaro, e alla Reggiana viene girato l'esperto terzino Franco Marini. L'allenatore della promozione Ezio Galbiati resta alla guida della squadra granata. Si inizia con la grana dello Stadio Mirabello che non è agibile. Servono lavori di sostegno delle tribune in tubolari, che vengono eseguiti a spese dell'amministrazione comunale. La partita di Coppa Italia Reggiana-Bologna (1-2) si gioca al Braglia di Modena il 29 agosto del 1971 e il derby di Coppa Italia Reggiana-Modena (2-1) si gioca al Martelli di Mantova il 19 settembre del 1971. L'inizio del campionato è molto positivo grazie alle reti di Giampietro Spagnolo e Flaviano Zandoli. Si infortuna gravemente il difensore Bruno Giorgi nella gara del Mirabello contro il Brescia del 19 dicembre 1971, darà l'addio al calcio giocato ed al suo posto viene prelevato dalla Sampdoria Marcello Tentorio, negli anni a venire Giorgi diventa un bravo allenatore. Nel girone ritorno la Reggiana scala diverse posizioni in classifica, però la partita dell'Olimpico con la Lazio (1-0) taglia le ali alle speranze di promozione, in una sconfitta determinata da un infortunio del portiere Lamberto Boranga. La vittoria con la capolista Palermo rilancia le ambizioni granata, ma la doppia sconfitta di Terni e di Napoli contro il Sorrento fanno svanire i sogni di gloria. In Coppa Italia prima del campionato, la squadra granata viene inserita nel 5º girone di qualificazione, vinto nettamente dal Bologna che passa a giocarsi il girone finale.

## Divise
| Prima divisa |

## Rosa
| N. |                   | Ruolo | Calciatore         |
| -- | ----------------- | ----- | ------------------ |
|    | Italia (bandiera) | D     | Valeriano Barbiero |
|    | Italia (bandiera) | P     | Luciano Bartolini  |
|    | Italia (bandiera) | D     | Roberto Benincasa  |
|    | Italia (bandiera) | P     | Lamberto Boranga   |
|    | Italia (bandiera) | A     | Fabio Borzoni      |
|    | Italia (bandiera) | D     | Cesare Cavalletti  |
|    | Italia (bandiera) | C     | Franco Galletti    |
|    | Italia (bandiera) | D     | Bruno Giorgi       |
|    | Italia (bandiera) | D     | Diego Malisan      |
|    | Italia (bandiera) | D     | Franco Marini      |

| N. |                   | Ruolo | Calciatore          |
| -- | ----------------- | ----- | ------------------- |
|    | Italia (bandiera) | A     | Sileno Passalacqua  |
|    | Italia (bandiera) | C     | Giuseppe Picella    |
|    | Italia (bandiera) | C     | Viscardo Porcari    |
|    | Italia (bandiera) | A     | Alberto Rizzati     |
|    | Italia (bandiera) | A     | Giampietro Spagnolo |
|    | Italia (bandiera) | D     | Roberto Stefanello  |
|    | Italia (bandiera) | C     | Marcello Tentorio   |
|    | Italia (bandiera) | C     | Giorgio Vignando    |
|    | Italia (bandiera) | A     | Flaviano Zandoli    |
|    | Italia (bandiera) | C     | Silvio Zanon        |

## Risultati

### Serie B

#### Girone di andata
| Arbitro: | Branzoni (Pavia) |

|                 |           |  |
| Fara 79’ (rig.) | Marcatori |  |

| Arbitro: | Torelli (Milano) |

|                                               |           |            |
| Spagnolo 31’, 76’ Zandoli 36’ Passalacqua 37’ | Marcatori | 85’ Pavone |

| Arbitro: | Levrero (Genova) |

|                    |           |             |
| Aristei 22’ (rig.) | Marcatori | 68’ Zandoli |

| Arbitro: | Casarin (Milano) |

|                                         |           |  |
| Picella 45’ Passalacqua 67’ Zandoli 79’ | Marcatori |  |

| Livorno 24 ottobre 1971 5ª giornata | Livorno         | 0 – 0 | Reggiana | Stadio Ardenza\| Arbitro: \| Porcelli (Lodi) \| |
| Arbitro:                            | Porcelli (Lodi) |       |          |                                                 |

| Arbitro: | Monti (Ancona) |

|              |           |            |
| Spagnolo 27’ | Marcatori | 50’ Traini |

| Catania 7 novembre 1971 7ª giornata | Catania          | 0 – 0 | Reggiana | Stadio Cibali\| Arbitro: \| Marino (Taranto) \| |
| Arbitro:                            | Marino (Taranto) |       |          |                                                 |

| Arbitro: | Gussoni (Tradate) |

|                        |           |  |
| Spagnolo 15’ Zanon 24’ | Marcatori |  |

| Modena 21 novembre 1971 9ª giornata | Modena          | 0 – 0 | Reggiana | Stadio Alberto Braglia\| Arbitro: \| Menegali (Roma) \| |
| Arbitro:                            | Menegali (Roma) |       |          |                                                         |

| Arbitro: | Motta (Monza) |

|                     |           |  |
| Vignando 62’ (rig.) | Marcatori |  |

| Arbitro: | Levrero (Genova) |

|                                 |           |  |
| Vignando 31’ (rig.) Zandoli 61’ | Marcatori |  |

| Arbitro: | Bernardis (Roma) |

|             |           |  |
| Ferrari 84’ | Marcatori |  |

| Reggio Emilia 19 dicembre 1971 13ª giornata | Reggiana       | 0 – 0 | Brescia | Stadio Mirabello\| Arbitro: \| Trono (Torino) \| |
| Arbitro:                                    | Trono (Torino) |       |         |                                                  |

| Novara 26 dicembre 1971 14ª giornata | Novara            | 0 – 0 | Reggiana | Stadio Comunale\| Arbitro: \| Gussoni (Tradate) \| |
| Arbitro:                             | Gussoni (Tradate) |       |          |                                                    |

| Arbitro: | Porcelli (Lodi) |

|              |           |             |
| Tentorio 62’ | Marcatori | 59’ Catania |

| Arbitro: | Bianchi (Firenze) |

|              |           |  |
| Bertogna 14’ | Marcatori |  |

| Arbitro: | Casarin (Milano) |

|             |           |            |
| Rizzati 90’ | Marcatori | 60’ Cucchi |

| Arbitro: | Lupi (Genova) |

|                                      |           |  |
| Zandoli 17’ Rizzati 45’ Spagnolo 63’ | Marcatori |  |

| Arbitro: | Moretto (San Donà di Piave) |

|  |           |                 |
|  | Marcatori | 32’ Passalacqua |

#### Girone di ritorno
| Reggio Emilia 13 febbraio 1972 20ª giornata | Reggiana      | 0 – 0 | Bari | Stadio Mirabello\| Arbitro: \| Motta (Monza) \| |
| Arbitro:                                    | Motta (Monza) |       |      |                                                 |

| Arbitro: | Mascali (Desenzano del Garda) |

|          |           |           |
| Mola 20’ | Marcatori | 64’ Zanon |

| Arbitro: | Pieroni (Roma) |

|                          |           |                  |
| Zandoli 52’ Vignando 85’ | Marcatori | 29’ Gagliardelli |

| Arbitro: | Giunti (Arezzo) |

|                           |           |                 |
| Speggiorin 50’ Manera 78’ | Marcatori | 45’ Passalacqua |

| Arbitro: | Gussoni (Tradate) |

|                           |           |  |
| Spagnolo 59’ Tentorio 85’ | Marcatori |  |

| Perugia 19 marzo 1972 25ª giornata | Perugia          | 0 – 0 | Reggiana | Stadio Santa Giuliana\| Arbitro: \| Torelli (Milano) \| |
| Arbitro:                           | Torelli (Milano) |       |          |                                                         |

| Reggio Emilia 26 marzo 1972 26ª giornata | Reggiana         | 0 – 0 | Catania | Stadio Mirabello\| Arbitro: \| Gonella (Torino) \| |
| Arbitro:                                 | Gonella (Torino) |       |         |                                                    |

| Arbitro: | Mascali (Desenzano del Garda) |

|  |           |             |
|  | Marcatori | 70’ Rizzati |

| Arbitro: | Porcelli (Lodi) |

|                                     |           |  |
| Spagnolo 6’ Rizzati 16’ Zandoli 75’ | Marcatori |  |

| Arbitro: | Gonella (Torino) |

|           |           |  |
| Massa 47’ | Marcatori |  |

| Arbitro: | Bernardis (Roma) |

|            |           |             |
| Galuppi 9’ | Marcatori | 67’ Rizzati |

| Arbitro: | Francescon (Padova) |

|              |           |  |
| Galletti 54’ | Marcatori |  |

| Arbitro: | Monti (Ancona) |

|             |           |           |
| Guerini 14’ | Marcatori | 44’ Zanon |

| Arbitro: | Porcelli (Lodi) |

|                         |           |                            |
| Zandoli 57’ Rizzati 62’ | Marcatori | 34’ Picat Re 88’ Grossetti |

| Arbitro: | Moretto (San Donà di Piave) |

|              |           |              |
| Listanti 90’ | Marcatori | 86’ Spagnolo |

| Arbitro: | Barbaresco (Cormons) |

|                                   |           |                 |
| Spagnolo 2’, 57’ Zandoli 12’, 55’ | Marcatori | 50’ Quintavalle |

| Arbitro: | Gussoni (Tradate) |

|                           |           |  |
| Cardillo 25’ Jacolino 45’ | Marcatori |  |

| Arbitro: | Mascali (Desenzano del Garda) |

|                         |           |  |
| Scarpa 69’ Franzoni 82’ | Marcatori |  |

| Arbitro: | Trono (Torino) |

|                                 |           |  |
| Vignando 64’ (rig.) Zandoli 87’ | Marcatori |  |

### Coppa Italia

#### Girone 5
| Arbitro: | R. Lattanzi (Roma) |

|             |           |                                 |
| Picella 30’ | Marcatori | 42’ Rizzo 87’ (aut.) Stefanello |

| Cesena 5 settembre 1971 2ª giornata | Cesena             | 0 – 0 | Reggiana | Stadio La Fiorita\| Arbitro: \| Reggiani (Bologna) \| |
| Arbitro:                            | Reggiani (Bologna) |       |          |                                                       |

| 8 settembre 1971 3ª giornata |  | – Turno di riposo REGGIANA |  |  |

| Arbitro: | Bianchi (Firenze) |

|                       |           |             |
| Poli 34’ Maraschi 88’ | Marcatori | 89’ Rizzati |

| Arbitro: | Casarin (Milano) |

|                          |           |                   |
| Spagnolo 30’ Zandoli 44’ | Marcatori | 51’ (aut.) Giorgi |

## Statistiche

### Statistiche di squadra
| Competizione | Punti | In casa | In casa | In casa | In casa | In casa | In casa | In trasferta | In trasferta | In trasferta | In trasferta | In trasferta | In trasferta | Totale | Totale | Totale | Totale | Totale | Totale | DR  |
| Competizione | Punti | G       | V       | N       | P       | Gf      | Gs      | G            | V            | N            | P            | Gf           | Gs           | G      | V      | N      | P      | Gf     | Gs     | DR  |
| ------------ | ----- | ------- | ------- | ------- | ------- | ------- | ------- | ------------ | ------------ | ------------ | ------------ | ------------ | ------------ | ------ | ------ | ------ | ------ | ------ | ------ | --- |
| Serie B      | 45    | 19      | 12      | 7       | 0       | 34      | 8       | 19           | 2            | 10           | 7            | 8            | 15           | 38     | 14     | 17     | 7      | 42     | 23     | +19 |
| Coppa Italia | 3     | 2       | 1       | 0       | 1       | 3       | 3       | 2            | 0            | 1            | 1            | 1            | 2            | 4      | 1      | 1      | 2      | 4      | 5      | -1  |
| Totale       |       | 21      | 13      | 7       | 1       | 37      | 11      | 21           | 2            | 11           | 8            | 9            | 17           | 42     | 15     | 18     | 9      | 46     | 28     | +18 |

### Statistiche dei giocatori
| Giocatore      | Serie B  | Serie B | Coppa Italia | Coppa Italia | Totale   | Totale |
| Giocatore      | Presenze | Reti    | Presenze     | Reti         | Presenze | Reti   |
| -------------- | -------- | ------- | ------------ | ------------ | -------- | ------ |
| V. Barbiero    | 37       | 0       | 4            | 0            | 41       | 0      |
| L. Bartolini   | 3        | -1      | -            | -            | 3        | -1     |
| R. Benincasa   | 9        | 0       | -            | -            | 9        | 0      |
| L. Boranga     | 36       | -22     | 4            | -5           | 40       | -27    |
| F. Borzoni     | 2        | 0       | -            | -            | 2        | 0      |
| C. Cavalletti  | 1        | 0       | -            | -            | 1        | 0      |
| F. Galletti    | 28       | 1       | 3            | 0            | 31       | 1      |
| B. Giorgi      | 13       | 0       | 4            | 0            | 17       | 0      |
| D. Malisan     | 1        | 0       | -            | -            | 1        | 0      |
| F. Marini      | 37       | 0       | 4            | 0            | 41       | 0      |
| S. Passalacqua | 33       | 4       | 4            | 0            | 37       | 4      |
| G. Picella     | 26       | 1       | 4            | 1            | 30       | 2      |
| V. Porcari     | 6        | 0       | 1            | 0            | 7        | 0      |
| A. Rizzati     | 24       | 6       | 4            | 1            | 28       | 7      |
| G. Spagnolo    | 31       | 10      | 3            | 1            | 34       | 11     |
| R. Stefanello  | 37       | 0       | 4            | 0            | 41       | 0      |
| M. Tentorio    | 13       | 2       | -            | -            | 13       | 2      |
| G. Vignando    | 38       | 4       | 4            | 0            | 42       | 4      |
| F. Zandoli     | 37       | 11      | 4            | 1            | 41       | 12     |
| S. Zanon       | 37       | 3       | 3            | 0            | 40       | 3      |